# Малая Нуса
Малая Нуса (мар. Нуса) — деревня в Мари-Турекском районе Республики Марий Эл. Входит в состав Марийского сельского поселения.

## География
Находится в восточной части республики Марий Эл на расстоянии приблизительно 32 км по прямой на юг-юго-восток от районного центра посёлка Мари-Турек.

## История
Основана в 1935 году переселенцами из деревни Нуса Арского района Татарской АССР. В 1940 году в деревне было 14 дворов, проживало 82 человека, в 1959 21 и 107. В 2000 году в деревне отмечено 12 дворов. Работали колхозы «Нусинский», «Юлдуз», «Новая жизнь», совхозы имени Кирова и «За мир».

## Население
Население составляло 24 человека (татары 100 %) в 2002 году, 22 в 2010.